# Џони Вокер
Џони Вокер (енгл. Johnnie Walker) бренд је шкотског вискија који производи Дијаџио, а порекло води из Килмарнока, у Шкотској. То је најраспрострањенија врста вискија на свету, са тржиштем у готово свакој земљи, са годишњом продајом од преко 130 милиона флаша.

## Историјат
Првобитно познат као Вокеров Килмарнок виски, Џони Вокер бренд је наслеђе оставио Џону "Џонију" Вокеру након што је почео да продаје виски у својој продавници у Ајширу, у Шкотској. Након његове смрти 1857. године, његов син Александар Вокер и унук Александер Вокер II су наставили са проузводњом и дистрибуцијом, и управо су они заслужни за популарност коју овај бренд стиче. За живота Џона Вокера, продаја вискија је представљала осам одсто прихода фирме; у време када је Александар одлазио у пензију и преносио своју фирму синовима, та цифра је порасла на између 90 до 95 одсто прихода.
У Британији све до 1860. године, било је илегално продавати мешани виски. За то време, Џон Вокер је продао велики број чистих вискија, укључујући и знатан број Вокеровог Килмарнока. Године 1865, Џонов син, Александер, је произвео њихов први мешани виски, Вокеров Стари Хајленд.
Александер Вокер је представио карактеристичну ћошкасту боцу 1860. године. То је првенствено учињено из практичних разлога јер је више таквих флаша могло да стане у исти простор, а и број разбијених амбалажа се смањио. Такође, још једна препознатљива карактеристика флаша ове врсте вискија је налепница, која је постављена под углом од 24 степени у односу на х-осу, и омогућава како би фонт текста био већи, а истовремено и видљивији на флаши.
У периоду од 1906. до 1909, Џонови унуци, Џорџ и Александер II су проширили линију уводећи имена вискија по бојама. Године 1908, док је био Џејмс Стивенсон генерални директор, дошло је до редефинисања врста. Виски је био преименован из Вокеров Килмарнок виски у Џони Вокер виски. Поред тога, у то време настаје слоган Рођен 1820—и даље чврсто хода! (енгл. Born 1820—Still going Strong!) као и лого, човек са штапом и цилиндром који корача, препознатљивим ликом који је остао у употреби до данашњих дана.
Компанија се придружила Дестилерској групи компанија 1925. године.